# Przewóz (Suchorzów)
Przewóz – część wsi Suchorzów w Polsce, położona w województwie podkarpackim, w powiecie tarnobrzeskim, w gminie Baranów Sandomierski. Dawniej osobna miejscowość.
W latach 1975–1998 Przewóz administracyjnie należał do województwa tarnobrzeskiego.
Według Słownika geograficznego Królestwa Polskiego w 1890 roku na Przewozie znajdowało się 28 domów; mieszkało w nich 126 osób. W dawnych czasach mieszkańcy Przewozu trudnili się głównie rolnictwem, rybołówstwem oraz przewoźnictwem; prawdopodobnie nazwa Przewóz pochodzi właśnie od przewoźnictwa. W XIX wieku na Przewozie istniała komora celna.
Miejscowa ludność wyznania katolickiego przynależy do Parafii Ścięcia św. Jana Chrzciciela w Baranowie Sandomierskim.
Na Przewozie urodził się Jan Błach.